# Westendorf (Districtul Augsburg)
Westendorf este o comună aflată în districtul Augsburg, landul Bavaria, Germania.